# Podloubí Kaňkova domu

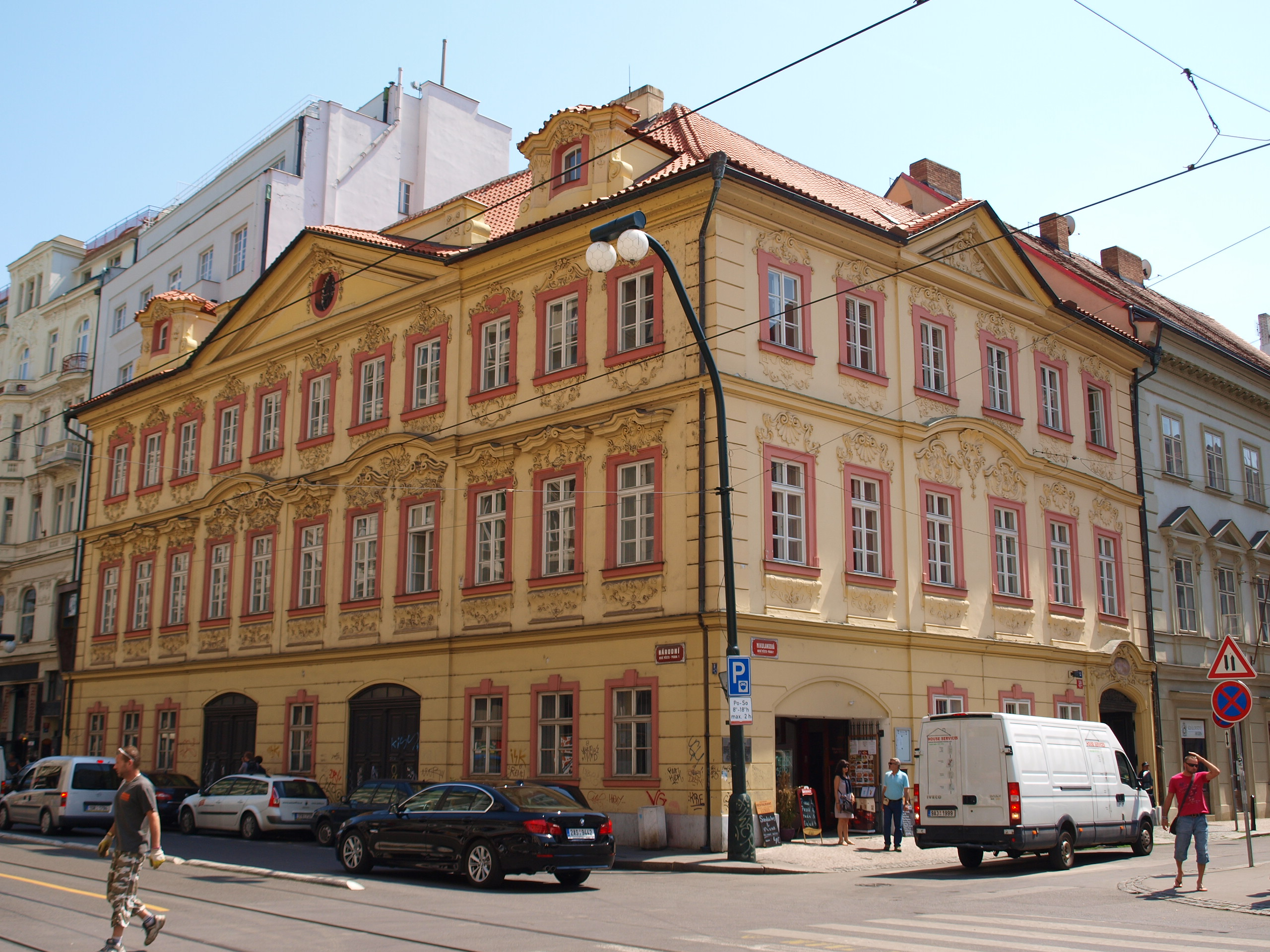
Kaňkův dům v době, kdy se ještě pomník nacházel v pasáži

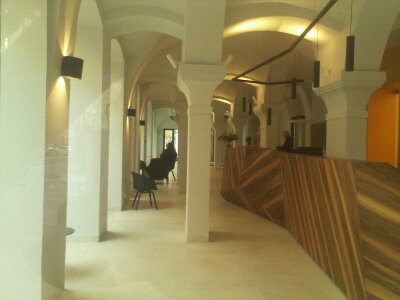
18. 11. 2016 recepce místo pamětního a pietního místa

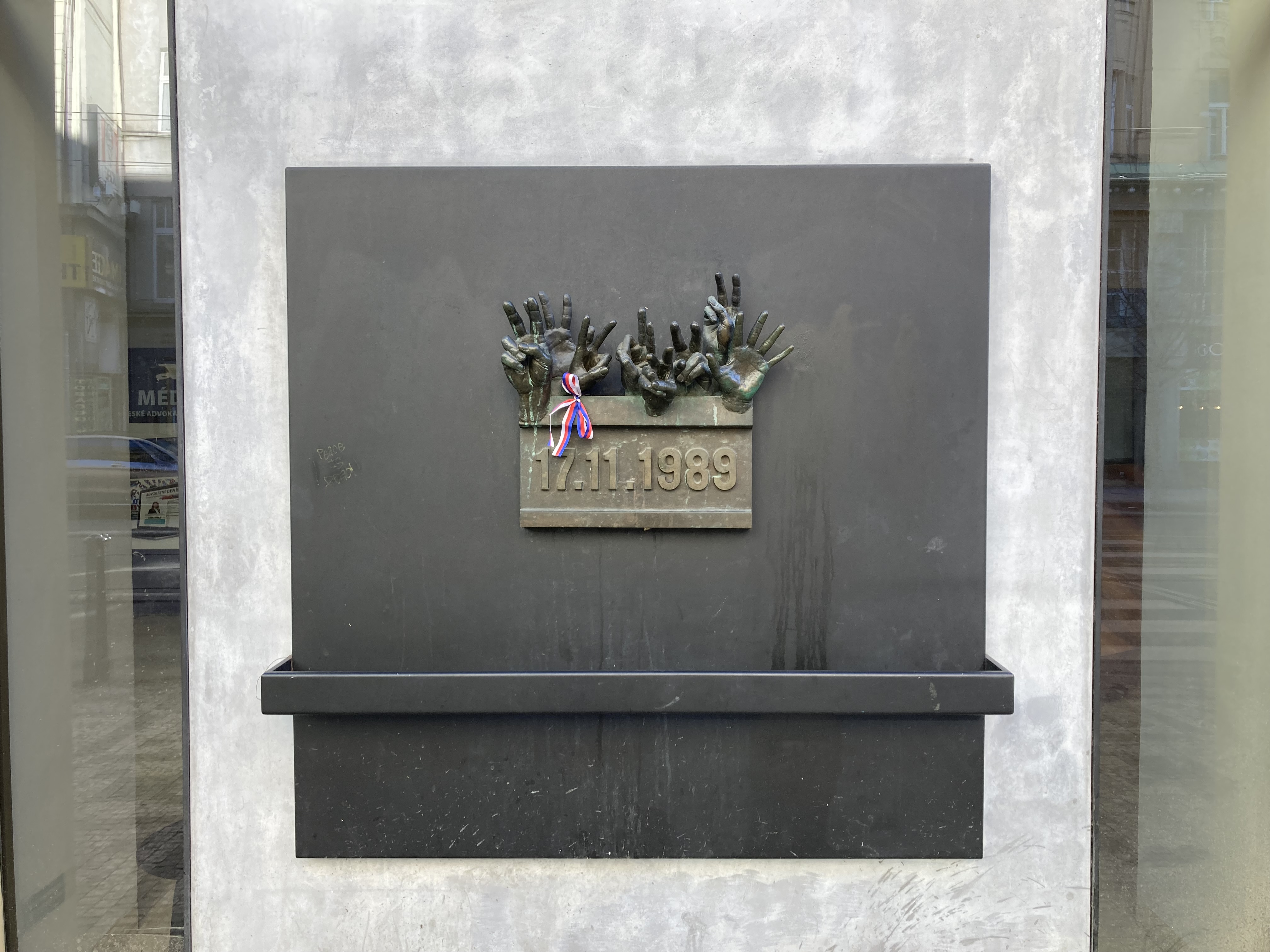
Pomník Sametové revoluce

Podloubí Kaňkova domu na Národní třídě u nároží Mikulandské ulice na Novém Městě v Praze existovalo v letech 1953 až 2016. Dne 17. listopadu 1989 bylo místem vyvrcholení střetu studentského průvodu s policejními jednotkami, iniciační události sametové revoluce. V únoru 1990 bylo vybaveno jako pamětní a pietní místo pamětní deskou s odlitkem gestikulujících rukou, která v roce 2016 při zrušení podloubí byla přemístěna na uliční fasádu domu.

## Stavební historie
Místo bylo využito jako veřejný komerční prostor již od 30. let 20. století.[zdroj?]
Kaňkův dům předstupuje před uliční frontu. Podloubí, či spíše průchod, bylo přízemím domu souběžně s Národní třídou proraženo v roce 1953 v souvislosti s rozšiřováním vozovky, na západě podloubí ústí do Mikulandské ulice.
Celý barokně-klasicistní Kaňkův dům (Schirdingovský palác) je od roku 1964 zapsán jako nemovitá kulturní památka (dnešní rejstříkové číslo 44471/1-1078).
V důsledku společenských změn se dům dostal do vlastnictví České advokátní komory, nástupnické organizace původní stavovské organizace advokátů z období Rakousko-Uherska, které vdova po advokátu Kaňkovi dům věnovala.
Česká advokátní komora v roce 2016 pod pretextem návratu k původní barokně-klasicistní podobě a vytvoření veřejné galerie s programem výstav a setkání ve veřejném prostoru původního podloubí veřejný průchod opět zrušila a v jeho prostoru zřídila recepci, přičemž původní podobu přízemí fasády narušila probouráním a instalací běžných výlohových oken.

## Střet 17. listopadu 1989
V pátek 17. listopadu 1989 večer pohotovostní pluk a další jednotky Veřejné bezpečnosti uzavřely Národní třídu z obou stran a poté začaly v jejím prostoru stlačovat uvězněné účastníky vzpomínkového průvodu k výročí listopadu 1939. To vyvrcholilo právě na úrovni podloubí Kaňkova domu. Velká část z několika tisíc účastníků byla v řádu několika málo desítek minut násilně protlačena tímto úzkým prostorem a vystavena bezhlavému a brutálnímu mlácení.

## Pietní místo
Podloubí na se stalo improvizovaným pietním místem již několik desítek minut po odjezdu Pohotovostního pluku VB, kdy jeho základem bylo stržené a ztracené oblečení a další stopy násilného střetu, a během následujícího víkendu. Část represivních jednotek (pravděpodobně příslušníci Pohotovostního pluku SNB) se později večer 17. listopadu vrátila a prostor v reakci na toto post-šokové a pietní jednání v pozdních nočních hodinách opakovaně vyklízela a „čistila“.[zdroj?]
V únoru 1990 byla do průchodu vsazena pamětní deska k událostem 17. listopadu 1989 od Miroslava Krátkého a Otakara Příhody, s osmi rukama ukazujícími různá gesta.
Prostor se stal místem vzpomínkových akcí nejen při listopadových výročích, ale také například po úmrtí Václava Havla 18. prosince 2011. Bočními sloupy vymezený prostor mimo hlavní průchozí linii celoročně umožňoval stranou shonu ulice se zastavit, zamyslet, kontemplovat, případně něco ponechat na připomínku a uctění památky.

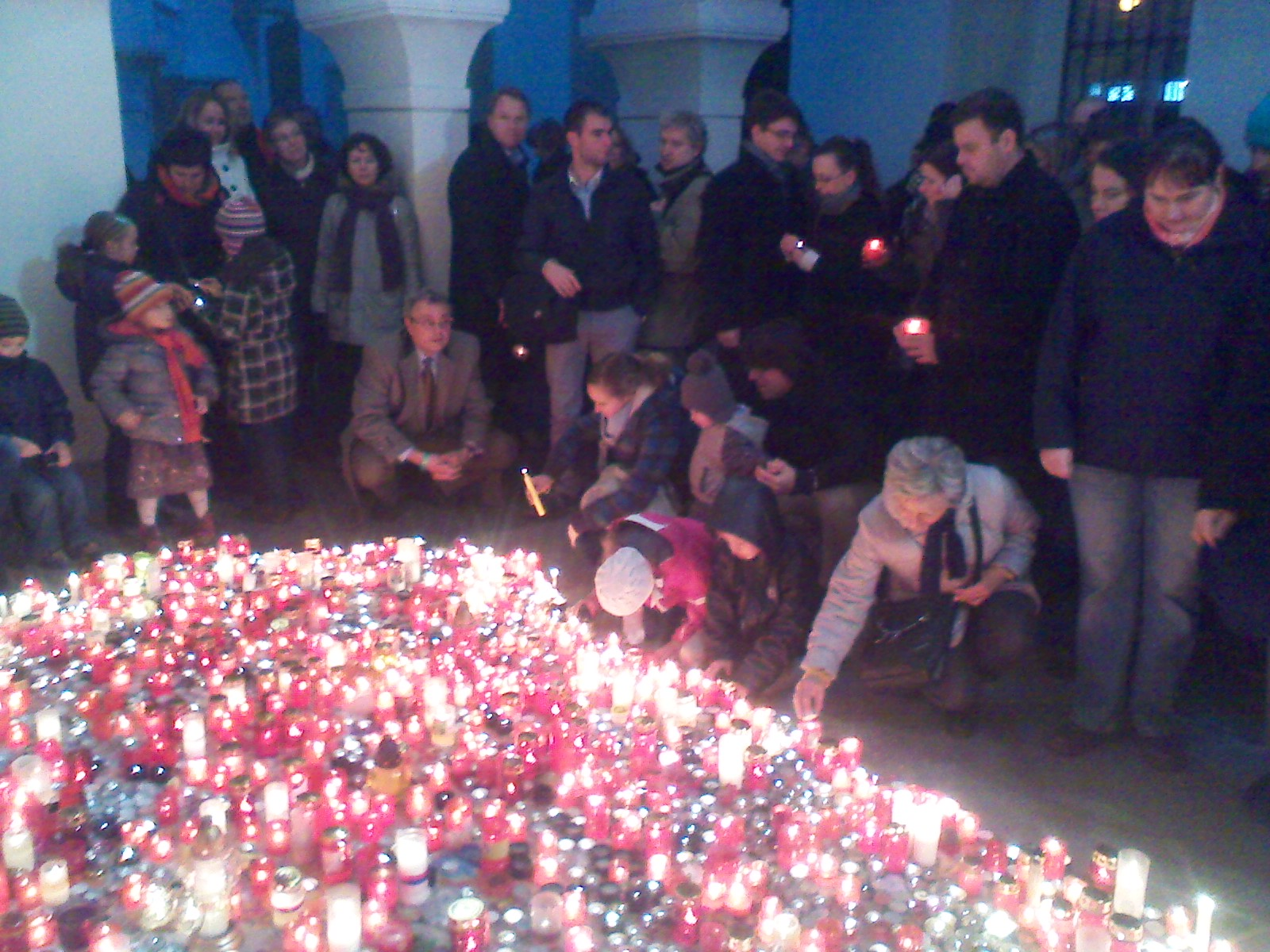
Připomínka výročí střetu 17. listopadu v roce 2012

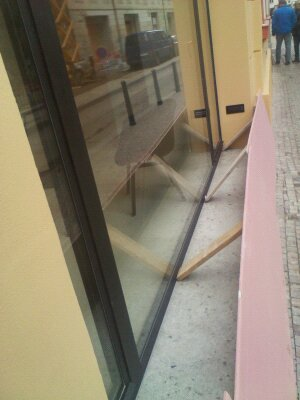
Rekonstrukce do barokně-klasicistní podoby, realizovaná Českou advokátní komorou, foto 18. 11. 2016

## Přemístění pamětní desky

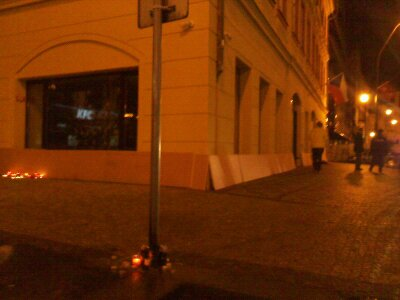
16. 11. 2016 protestní umísťování svíček ke značce a nejblíže původnímu pamětnímu místu

V listopadu 2016 byla v souvislosti se zrušením průchodu pamětní deska přemístěna na fasádu domu.
16. listopadu 2016 byl v souvislosti se zrušením průchodu v rámci komerčního stavebního projektu zřízen na uliční fasádě domu, mimo prostor autentického pamětního místa, památník 17. listopadu v podobě naddimenzované desky, do níž byla vsazena přemístěna původní pamětní deska. Na tematické stránce časopisu Babylon byl souběžně s textem o změnách dostupnosti areálu Pražského hradu v tomtéž období zveřejněn detailní popis ceremoniálu zřízení tohoto památníku, napsaný Marcelem Tomáškem: „V místě nejblíže původního místa piety ze strany někdejšího vstupu do podloubí od kavárny Louvre se objevovaly svíčky a květiny už od 15. listopadu a byly zřejmým protestem proti postupu ČAK. Nejostudnějším vyvrcholením šarády při odhalování mauzoleální naddimenzované velkodesky bez mauzolea na průčelí Kaňkova domu bylo kradení těchto svíček a květin funkcionáři ČAK. Jeden ze starších činovníků komory, v dobře padnoucím drahém obleku, mající zjevně důležitou roli v organizaci celé šarády ve snaze svíčky přemístit, neváhal je shrnout na zamaštěné noviny, které našel v nedalekém koši. Když jsem se nevěřícně obořil obligátním povzdechem‚ to snad nemyslíte vážně, a začal se ptát, jak se jmenuje a kým je, unikl za ochranku bránící nepovolaným ve vstupu do prostoru podloubí a na korupční banket pro novináře a VIP-obžírky, který byl speciálně přesunut do druhého poschodí, aby nebylo vidět ne jejich debužírování a popíjení. Když jsem upozornil na krádeže sklenic se svíčkami několik ozbrojenců v zásahových kombinézách u vchodu, ti ve všudypřítomné a neodbytné trapnosti, jež by se dala krájet, začali předstírat, že jsou Policie ČR, ačkoli, jak se ukázalo, šlo o ochranku ČAK.“

## Muzeum paměti 20. století
V souvislosti se Srpnovou deklarací občanských spolků a organizací z 21. srpna 2019 o nutnosti vybudovat Muzeum paměti 20. století  byl Kaňkův dům zmiňován jako jedno z možných sídel tohoto muzea.

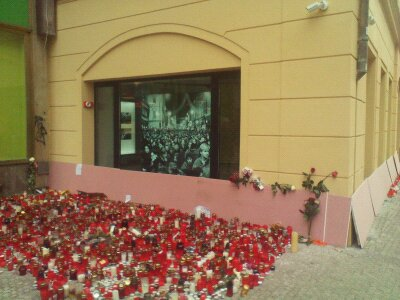
18. 11. 2016 protestní umísťování svíček nejbliže původnímu pamětnímu místu